# Chakán

División de las jurisdicciones o cacicazgos mayas en el siglo XVI según Ralph L. Roys.

Chakán (del maya: Chakán ‘Toponímico. 1) Orégano de esta tierra; 2) Plumas de la cola de guacamaya.’) es el nombre de una de las jurisdicciones mayas existentes en la Península de Yucatán a la llegada de los conquistadores españoles en el siglo XVI. A diferencia de otros cacicazgos, parece ser que este no tuvo un gobierno centralizado o controlado por un Halach Uinik dominante, como en el caso de las provincias Ceh Pech o Ah Kin Chel. Esto se infiere por el hecho de que a la llegada de los españoles, Francisco de Montejo (el Mozo) fue bien recibido por unos batabob, mas no por otros como Ah Kin Chuy, quien organizó la resistencia de los poblados orientales de la región para impedir el asentamiento de los que llegaban.
La ciudad más importante de la jurisdicción pudo haber sido Caucel conforme algunas fuentes que controló el comercio de la sal regionalmente ya que este material venía de Chuburná y de Sisal. T'Hó, la vieja ciudad en la que se fundó Mérida a la llegada de los españoles y que estaba situada en la provincia de Chakán, se encontraba virtualmente abandonada y no tenía un liderazgo reconocible a mediados del siglo XVI.
El Batab de Caucel que se llamaba Ah Kin Euán fue proclive a los españoles a partir de la conquista al punto que se convirtió al catolicismo y cambió de nombre a Francisco Euán, continuando con su cargo (Batab) por mucho tiempo más.
Acanceh que tiene importantes yacimientos mayas y que también se encuentra dentro de la provincia de Chakán debió ser un poblado importante hacia 1545 cuando los españoles estaban en proceso de fundar Mérida sobre las ruinas de TH'ó.